# Nokian Tyres
Nokian Tyres Plc. (фін. Nokian Renkaat Oyj) — фінський концерн, виробник шин для легкових і вантажних автомобілів, автобусів, спеціальної важкої та індустріальної техніки. Штаб-квартира розташована в місті Нокіа у Фінляндії. Ключовими ринками для компанії є регіони зі складними кліматичними умовами, які пред'являють підвищені вимоги до шин через засніжені зими, стрімку зміну температур, велику кількість опадів, примхливу й мінливу погоду.

## Історія

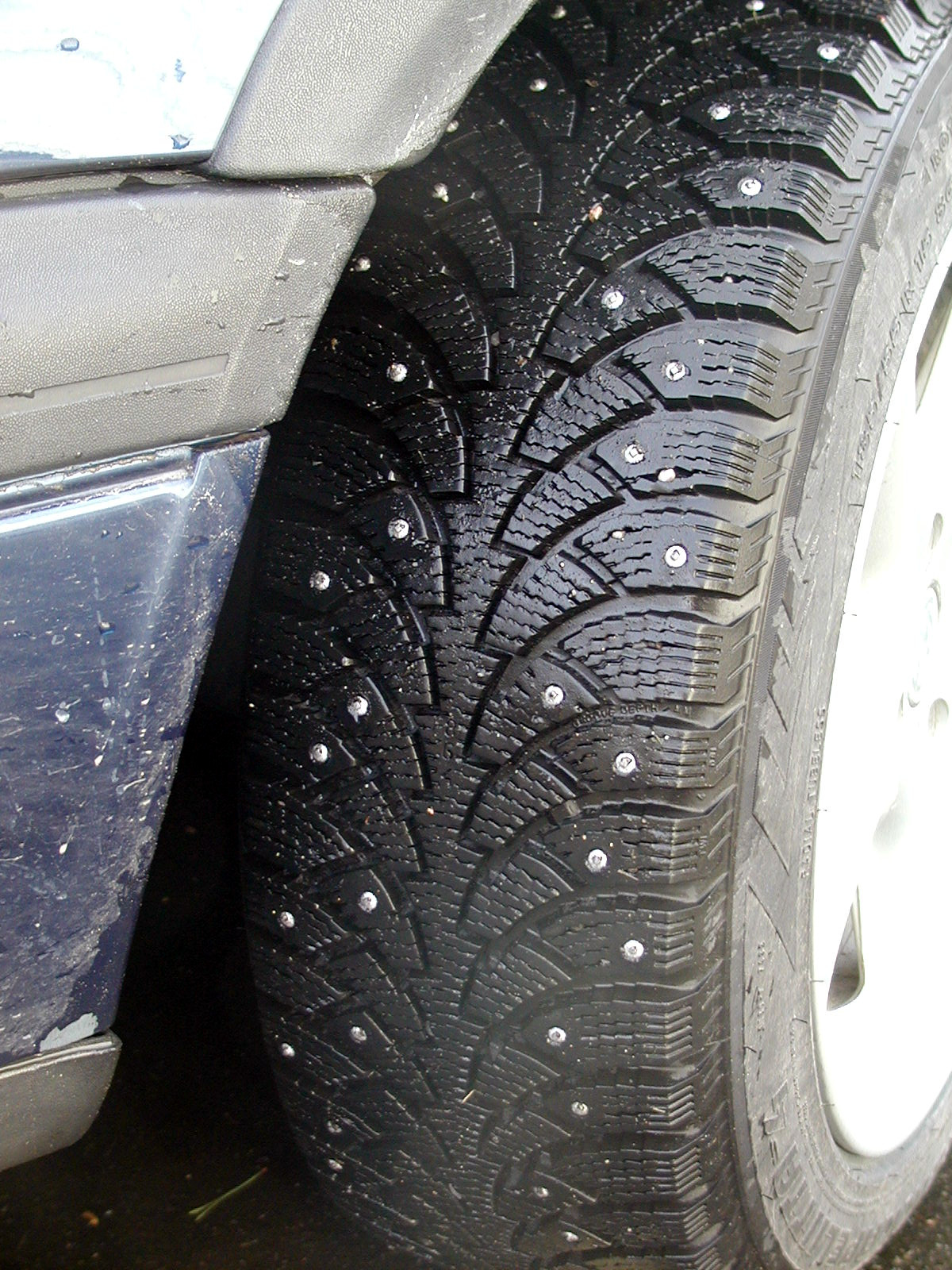
Зимова шипована шина Nokian

Історія розвитку Nokian Tyres бере початок з 1898 р., коли у Фінляндії було засновано фабрику з виробництва гуми Suomen Gummitehdas Oy. У 1904 р. було побудовано завод у місті Нокіа, де 1925 року розпочалося виробництво велосипедних шин. Автомобільні шини почали виробляти в 1932 р. Чотиришарові за структурою, вони мали протектор з гладкою поверхнею. За два роки, у 1934 р., на заводі створили першу зимову шину, яка отримала назву Kelirengas (в перекладі «шина для певної погоди»). Нова шина була розроблена для автобусів і вантажного транспорту того часу. Головним завданням Kelirengas було забезпечення тяги в глибокому снігу. Для цього був розроблений спеціальний глибокий протектор, а в центральній частині шини використовувалися блоки зигзагоподібної форми з гострими краями, розділені глибокими поздовжніми канавками. Завдяки такому рішенню шина Kelirengas забезпечувала відмінне зчеплення і прохідність автомобіля на засніженій поверхні, а також у подальшому дало змогу водіям відмовитися від незручних у використанні ланцюгів протиковзання. Поява малюнка на протекторі піднесла безпеку водіння на якісно новий рівень. У 1936 р. компанія представила шину Snow Hakkapeliitta: вона мала ступінчастий, відносно рідкий поперечний малюнок протектора з покращеним зчепленням по краях шини. Цей малюнок використовувався в шинах до 1950-х років. Snow Hakkapeliitta стала першою моделлю бренду Hakkapeliitta, який у 2009 р. Національною радою з питань патентів та реєстрації Фінляндії було внесено до списку торгових марок з репутацією. У 1945 р. у місті Нокіа побудували новий шинний завод. У подальшому це підприємство щонайменше тричі — у 1968, 1981 та 1996—2001 рр. — перебудовувалося, суттєво розширювалося та модернізувалося.
У 1950–1980-х роках компанія активно розвивала продажі на регіональному та світовому ринках. Так, у 1959 р. було відкрито торговельну компанію Finska Gummi AB (згодом Nokian Däck AB) у Швеції, у 1978 р. — Norsk Traktorkompani A/S (згодом Nokian Dekk AS) у Норвегії. У 1980 році з'явилися компанії Nokia Products Ltd. у Канаді та Nokian Tyres North America Ltd. у США. Два роки по тому, у 1982 р., заснована торговельна компанія Nokia GmbH (згодом Nokian Reifen GmbH) у Німеччині (тоді ФРН). У 1989 р. Nokian Tyres відкрила представництво у Швейцарії — Nokian Reifen AG.
У 1986 році поблизу м. Івало у фінській Лапландії Nokian Tyres відкрила власний випробувальний полігон. Його площа дорівнює 700 га. Це найпівнічніший у світі майданчик для тестування автомобільних шин.
1988-й став роком створення компанії у її сучасному вигляді — засновано спільне підприємство Nokian Tyres Limited. У 1995 р. акції Nokian Tyres Plc. були розміщені на фондовій біржі NASDAQ OMX у Гельсінкі.
2006 року відкрито офіційне представництво концерну Nokian Tyres Plc. в Україні — ТОВ «Нокіан Шина», а також у Чехії — Nokian Tyres s.r.o. З 2011 року Nokian Tyres працює на азійському ринку через торговельну компанію Nokian Tyres Trading (Shanghai) Co. Ltd у Китаї.
28 червня 2022 року, під час повномасштабного вторгнення російських військ до України, компанія оголосила про вихід з ринку Росії, де вона працювала з 2005 року. На цей час компанія мала 1600 працівників у цій країні, на РФ та Білорусь припадало активів на 400 млн євро. 2021 року 80 % шин Nokian для легкових автомобілів було вироблено в РФ, а бізнес-напрямок «Росія і Азія» забезпечував 20 % чистих продажів компанії.

## Фінансова інформація
За підсумками діяльності компанії у 2013 р. обсяг продажів Nokian Tyres дорівнював 1521 млн євро; прибуток від основної діяльності оцінено у 385,5 млн євро; чистий дохід від операційної діяльності склав 317, 6 млн євро. На кінець 2014 року у штаті концерну Nokian Tyres працювали понад 4270 осіб. Головою ради директорів концерну Nokian Tyres є Петтері Валлден (Petteri Walldén). З 1 вересня 2014 р. посаду президента і генерального директора (СЕО) Nokian Tyres Plc. займає Арі Лехторанта (Ari Lehtoranta).
Акції Nokian Tyres Plc. котируються на фондовій біржі NASDAQ OMX у Гельсінкі.

## Nokian Tyres в Україні
Офіційне представництво Nokian Tyres Plc. в Україні, ТОВ «Нокіан Шина», свою діяльність розпочало в червні 2006 р. У 2007 р. було відкрито перший в Україні шинний центр Vianor. У 2014 р. кількість шинних центрів мережі Vianor на українському ринку зросла до 195.

## Продукція
Концерн Nokian Tyres випускає шини для легкових автомобілів, мікроавтобусів і промислові шини для великих вантажівок, спеціальної техніки тощо. Шини виробництва Nokian Tyres Plc. продаються більш ніж у 60 країнах світу.

### Легкові шини
Наразі брендами легкових шин є Nokian Hakkapeliitta, Nokian Hakka та Nokian Nordman. Основна частина продукції випускається на заводах у Фінляндії та Росії, невелика частка продукції виробляється за контрактами на заводах інших компаній у Словаччині, Індонезії, Китаї та США.
Найбільшими ринками збуту легкових шин Nokian Tyres є країни Північної Європи та Росія. Іншими важливими ринками є Східна Європа, країни Альпійського регіону та Північна Америка.
У 1934 р. Nokian Tyres виготовила першу у світі зимову шину, відтоді розробка та виробництво зимових шин є одними з пріоритетних напрямів діяльності компанії: частка зимових шин у структурі щорічних продажів компанії становить приблизно 80 %.
Модельний ряд зимових шин постійно тестується та оновлюється. Так, у лютому 2014 р. Nokian Tyres представила концептуальну шину з висувними шипами. За потреби, водій може скористатися шипами на вкритій льодом поверхні натиснувши спеціальну кнопку, та прибрати їх на сухому асфальті
Шипована модель Nokian Hakkapeliitta 8 використовувалася на автомобілі пілота-випробувача Янне Лайтінена, який 9 березня 2013 р. встановив світовий рекорд швидкості на льоду — 335,713 км/год. Безпрецедентне зчеплення і швидкість були забезпечені шипованими шинами Nokian Hakkapeliitta 8 в розмірі 255/35R20 97 T XL.
У 2013 р. 56 % випущеного асортименту зимових легкових шин мали підвищені характеристики зчеплення на льоду. Частка шин з особливо низьким опором коченню дорівнювала 64 %. У тестах зимових шипованих шин на полігоні в Лапландії відзначені шипована шина Nokian Hakkapeliitta 8 і фрикційна шина Hakkapeliitta R2.
Приблизно 50 % літніх шин Nokian Tyres належать до преміум-сегменту — high performance та ultra high performance за міжнародною класифікацією. Загалом у 2013 р. 61 % шин з літнього асортименту Nokian Tyres мали оптимізовані характеристики зчеплення з мокрим дорожнім покриттям і низький рівень опору коченню.

### Промислові шини
Nokian Tyres випускає також шини для лісогосподарської техніки, тракторів, габаритних вантажних автомобілів та різноманітних промислових машин, що використовуються в сільському господарстві, на шахтах і в портах. У 2006 р. Nokian Tyres розробила першу радіальну шину Nokian Forest Rider для спецтехніки, що використовується в Північній Європі. Ключовими ринками збуту промислових шин є країни Північної, Центральної та Південної Європи, а також США і Канада. Переважна більшість цієї продукції виробляється на заводі в місті Нокіа, Фінляндія. З 1 січня 2006 р. підрозділ з виробництва промислових шин функціонує як компанія Nokian Heavy Tyres у складі концерну Nokian Tyres.

## Виробництво і тестування
Nokian Tyres має два власні заводи — у Нокіа, Фінляндія, та у російському Всеволожську. На обох заводах використовуються єдині технологічні та операційні процеси. Виробництво повністю автоматизоване, протягом виробничого циклу оператор має безпосередній контакт із шиною лише тричі. Обов'язковим циклом виробничого процесу є багатоетапне внутрішнє тестування готової продукції. Після візуального контролю оператора проводяться автоматизовані стендові випробування.
Nokian Tyres приділяє багато уваги питанням екологічності своєї продукції протягом усього її життєвого циклу. У 2005 р. концерн почав використовувати у виробничому процесі виключно очищені низькоароматичні оливи. Загалом у період з 2005 по 2013 рік Nokian Tyres Plc. інвестувала у виробничі потужності близько 1 млрд євро.
Сукупна виробнича потужність заводів Nokian Tyres оцінюється в 15 млн шин на рік. На данний час близько 70 % автомобільних шин Nokian Tyres виготовляєтьсяА на заводі у Всеволожську.

### Випробувальні полігони
Nokian Tyres має два власні випробувальні полігони.
Зовнішнє тестування зимових шин проводиться на полігоні в м. Івало, фінська Лапландія. Площа полігону — понад 700 га. В Івало понад 20 випробувальних треків, їх загальна протяжність перевищує 100 км. Щосезону на полігоні в Івало тестують понад 20 тис. шин.
На випробувальному полігоні Nokian Tyres у м. Нокіа тестуються літні шини. На території площею 70 га імітуються дорожні ситуації на північних дорогах. Тестування літніх шин проводиться з квітня по листопад.

## Ринки

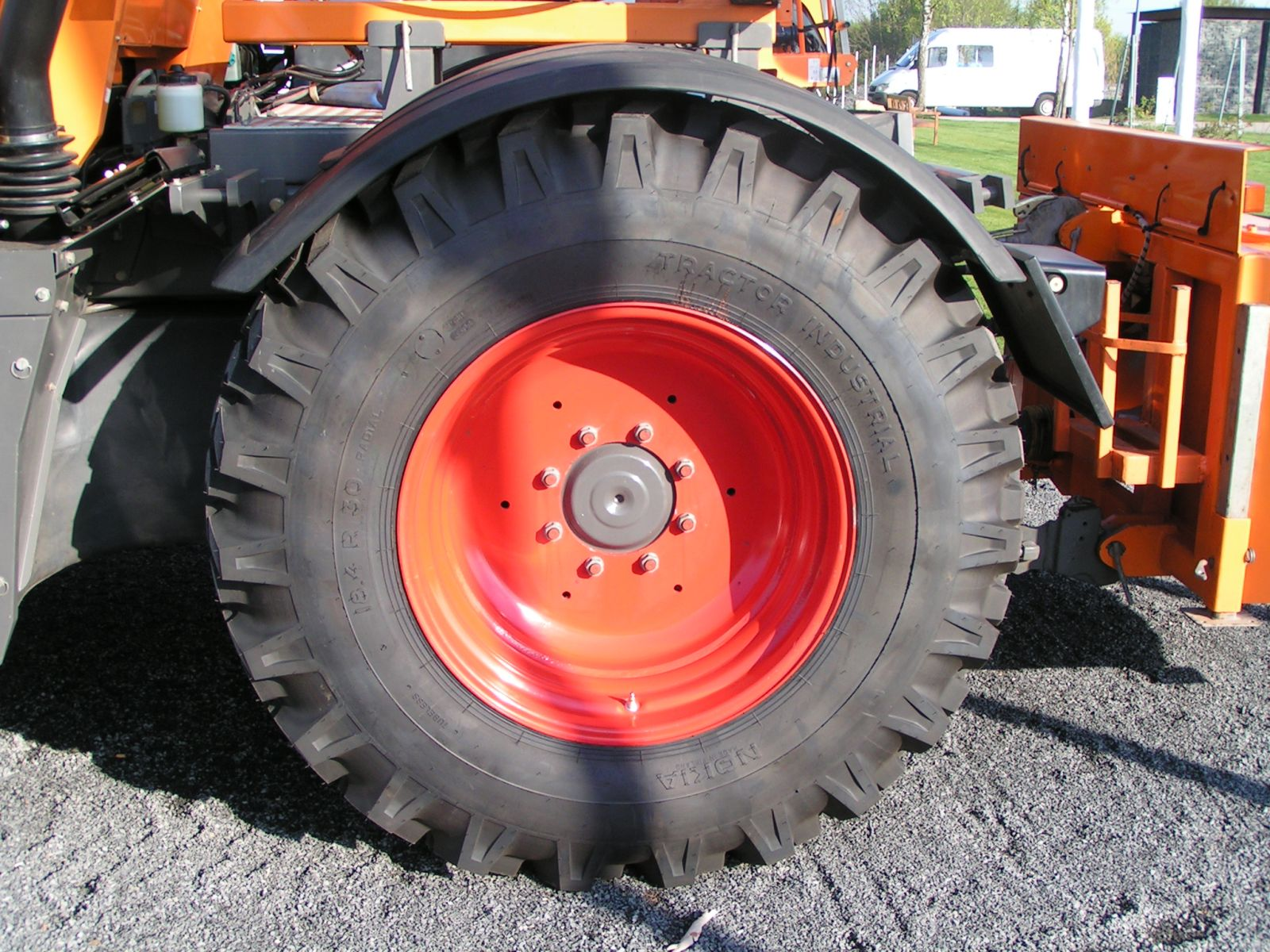
Шини для тракторів Nokian

Nokian Tyres поставляє свою продукцію у понад 60 країн світу (2013 року — у 67 країн). Найбільшими ринками збуту є країни Північної Європи: Фінляндія (14 % у структурі чистих продажів у 2013 р.), Швеція (11 %) і Норвегія (11 %). Частка країн СНД 2013 року дорівнювала 34 %, інших європейських країн — 22 %, Північної Америки (США, Канада) — 7 %, решти країн — 1 %.

## Vianor
Nokian Tyres є власником 100 % акцій Vianor Holding Oy. До складу холдингу входять власні шинні центри Vianor та шинні центри, що працюють за франчайзинговими угодами. Назва Vianor, що перекладається з латині як «північний шлях», відтворює імідж мережі, яка спеціалізується на продажах шин для зимових умов.
Мережа Vianor представлена у 27 країнах світу, в основному в країнах Скандинавії, у Фінляндії, в Україні та Росії. На кінець вересня до мережі Vianor входили 1 302 шинні центри: 189 власних шинних центрів у Фінляндії, Швеції, Норвегії, США, Швейцарії та Росії, а також 1 113 партнерських шинних центрів (працюють за франчайзингом). Станом на кінець вересня 2014 року у власних шинних центрах мережі Vianor працювали понад 1,5 тис. співробітників.
Шинні центри Vianor здійснюють продаж шин Nokian Tyres, дисків, акумуляторів, моторних олив та іншої продукції, а також надають супутні послуги. Наразі триває поступова зміна операційної моделі мережі Vianor — від продажів шин до комплексного надання автосервісу.
В Україні перший шинний центр Vianor відкрився 17 липня 2007 року в Запоріжжі. На кінець 2014 р. мережа Vianor в Україні нараховувала 195 шинні центри, у тому числі спеціалізовані шинні центри для вантажних автомобілів Vianor Truck і спеціальної техніки Vianor Industrial.

## Додаткова інформація
1. ↑  Nokian Kelirengas mastered safe turns in snowy weather / Nokian Tyres. Nokian Tyres (англ.). Архів оригіналу за 17 січня 2021. Процитовано 19 грудня 2020.
2. ↑  1930 - Hakkapeliitta is born / Nokian Tyres. Nokian Tyres (англ.). Архів оригіналу за 27 листопада 2020. Процитовано 19 грудня 2020.
3. ↑  Фінський виробник шин Nokian оголосив про відхід з Росії. РБК-Украина (рос.). Процитовано 28 червня 2022.
4. ↑  Nokian Tyres Fact Sheet / Nokian Tyres. Nokian Tyres (англ.). Архів оригіналу за 20 грудня 2020. Процитовано 19 грудня 2020.
5. 1 2  Nokian Tyres Production / Nokian Tyres. Nokian Tyres (англ.). Архів оригіналу за 19 грудня 2020. Процитовано 19 грудня 2020.
6. ↑  Ivalo Testing Center / Nokian Tyres. Nokian Tyres (англ.). Архів оригіналу за 18 грудня 2020. Процитовано 19 грудня 2020.
7. ↑  Nokia Testing Center / Nokian Tyres. Nokian Tyres (англ.). Архів оригіналу за 6 грудня 2020. Процитовано 19 грудня 2020.